# Коламбус (Канзас)
Коламбус (англ. Columbus) — місто (англ. city) в США, в окрузі Черокі штату Канзас. Населення — 2929 осіб (2020).

## Географія
Коламбус розташований за координатами 37°10′20″ пн. ш. 94°50′39″ зх. д. / 37.17222° пн. ш. 94.84417° зх. д. (37.172291, -94.844131).  За даними Бюро перепису населення США в 2010 році місто мало площу 6,27 км², уся площа — суходіл.

## Демографія
Згідно з переписом 2010 року, у місті мешкало 3312 осіб у 1424 домогосподарствах у складі 850 родин. Густота населення становила 528 осіб/км².  Було 1633 помешкання (260/км²).
Расовий склад населення:
| - 92,9 % — білих - 2,7 % — корінних американців - 0,5 % — чорних або афроамериканців - 0,3 % — азіатів |

До двох чи більше рас належало 3,3 %. Частка іспаномовних становила 2,1 % від усіх жителів.
За віковим діапазоном населення розподілялося таким чином: 25,0 % — особи молодші 18 років, 55,3 % — особи у віці 18—64 років, 19,7 % — особи у віці 65 років та старші. Медіана віку мешканця становила 39,1 року. На 100 осіб жіночої статі у місті припадало 86,7 чоловіків;  на 100 жінок у віці від 18 років та старших — 82,6 чоловіків також старших 18 років.
Середній дохід на одне домашнє господарство  становив 44 188 доларів США (медіана — 38 914), а середній дохід на одну сім'ю — 53 848 доларів (медіана — 49 048). Медіана доходів становила 40 420 доларів для чоловіків та 22 458 доларів для жінок. За межею бідності перебувало 14,6 % осіб, у тому числі 16,5 % дітей у віці до 18 років та 3,6 % осіб у віці 65 років та старших.
Цивільне працевлаштоване населення становило 1591 осіб. Основні галузі зайнятості: освіта, охорона здоров'я та соціальна допомога — 29,5 %, виробництво — 17,7 %, будівництво — 11,1 %, роздрібна торгівля — 9,4 %.